# Comunione e Liberazione
Comunione e Liberazione (CL, Komunia i Wyzwolenie) – katolicki ruch kościelny, założony we Włoszech przez Luigiego Giussaniego w 1954.

## Działalność
Komunia i Wyzwolenie skupia młodzież i ludzi dorosłych, świeckich i duchownych. Działa na skalę międzynarodową, poza Włochami jest obecny w wielu krajach świata. działa także w innych krajach Europy, w obu Amerykach i Afryce. Kształtowanie chrześcijańskiej osobowości odbywa się w różnych środowiskach i jest przedłużeniem normalnej formacji, jaką zapewnia wspólnota parafialna. Udział we wspólnocie pozwala na przeżycie doświadczenia jedności, w sensie religijnym i społecznym, w jednym ciele Chrystusa, Kościele. We wspólnocie opartej na posłuszeństwie przełożonym, na praktyce sakramentów i słuchaniu Słowa, człowiek poznaje zasadnicze wymiary wydarzenia kościelnego: kulturę, miłość, misyjność.
Celem ruchu jest wychowanie swoich członków do dojrzałego chrześcijaństwa, aby potrafili we współczesnym świecie prowadzić misję, którą Chrystus przekazał Kościołowi. Jest ona opisana w nazwie ruchu: komunia i wyzwolenie. CL opisuje swój charyzmat w trzech punktach:
- Dostrzeżenie i fascynacja cudem Wcielenia, jego znaczeniem dla świata
- Uznanie, że Jezus z Nazaretu jest wydarzeniem współczesnym, ważnym dla codzienności dzięki znakowi komunii, jedności między ludźmi.
- Tylko w Jego obecności może człowiek odnaleźć prawdę o sobie, a ludzkość może być bardziej ludzka.

Życie ruchu skupia się wokół liturgii, modlitwy i śpiewu. Jego członkowie są również zaangażowani szczególnie na polu kultury, sztuki i muzyki. Są także wyczuleni na kwestie społeczne i polityczne, uznając jednak, że wiara powinna być źródłem i kryterium aktywności także w tej dziedzinie.

## Historia
Ruch powstał we Włoszech, w 1954, z dzieła prowadzonego w mediolańskich szkołach przez ks. prałata Luigiego Giussaniego; nosił on nazwę „Młodzież Studencka” (Gioventu Studentesca – GS), a jego członkami byli uczniowie liceum klasycznego Berchet z Mediolanu, gdzie Giussani uczył religii. Obecna nazwa (Comunione e Liberazione – CL) weszła w użycie w 1969 r. Ma ona w sposób syntetyczny wyrażać przekonanie, że chrześcijaństwo przeżyte we wspólnocie jest podstawą autentycznego wyzwolenia człowieka. GS, a potem CL realizują jedną zasadniczą ideę: chrześcijaństwo jest rzeczywistością, która obejmuje całe życie; wiara jest więc źródłem i kryterium działania.
Bractwo CL, założone z grup dorosłych zaangażowanych w życie ruchu, w lutym 1982 r. uzyskało papieską aprobatę. W 1985 roku do ruchu we Włoszech należało ponad 60 tys. osób. Od śmierci Luigiego Giussaniego na czele ruchu stoi ks. Julián Carrón. Z ruchem związany był argentyński duchowny Jorge Mario Bergoglio SJ, późniejszy papież Franciszek. 

## Ruch Comunione e Liberazione w Polsce
Ruch Komunia i Wyzwolenie (Comunione e Liberazione) jest obecny w Kościele w Polsce od kilkunastu lat. Regularne cotygodniowe spotkania odbywają się w kilkudziesięciu ośrodkach w kraju. Zaproszenie do udziału w Szkole Wspólnoty jest kierowane do każdego i bez żadnych warunków wstępnych. Uczestnicząc w tych spotkaniach można dokonać porównania własnego doświadczenia wiary z tą propozycją, jaką oferuje ks. Luigi Giussani i ruch Komunia i Wyzwolenie. 
W Biuletynie "Ślady" czytamy: "Jesteśmy razem po to, by pomagać sobie żyć pamięcią o Chrystusie, by pamiętać, że Chrystus jest Obecnością, Wydarzeniem, że rozpoznanie Jego Obecności daje nam świadomość krytyczną (tzn. zdolną do osądu wszystkiego) i czyni nas chrześcijanami.
Chrześcijaństwo powstaje w świecie nie po to, by być kontra kulturze dominującej, by ją dialektycznie zwalczać, ale jawi się jako obecność, która staje się spotkaniem dla tych, których wybiera sobie Tajemnica Ojca".
Środowisko Ruchu podejmuje wiele działań, aby czynić znaną myśl Jana Pawła II. Treść przemówień i dokumentów papieskich staje się programem własnym Comunione e Liberazione. Nigdy nie jest dość wysiłków, aby wypowiedzi papieża czytać i dzielić się nimi z innymi. W tych miejscach, gdzie żyją i pracują członkowie Ruchu (dom i rodzina, szkoła, uniwersytet, zakład pracy, organizacje społeczne) podejmują starania, by słowa papieża były dosłyszane i właściwie zrozumiane.
Obecnie, słowem najbardziej aktualnym do przemyślenia i przekazania go we własnym środowisku jest tekst przemówienia Ojca Świętego z wigilii uroczystości Zesłania Ducha Świętego. Szczególną uwagę zwraca ten fragment papieskiego orędzia, który poświęcony jest ruchom kościelnym.